# Neastacilla richardsonae
Neastacilla richardsonae là một loài chân đều trong họ Arcturidae. Loài này được Kussakin miêu tả khoa học năm 1982.